# Karel Šejna
Karel Šejna (1. listopadu 1896 Zálezly – 17. prosince 1982 Praha) byl český dirigent.

## Biografie
Narodil se 1. listopadu 1896 v Zálezlech do rodiny rolníka Františka Šejna a Josefy, rozené Sládkové. V letech 1914–1920 studoval hru na kontrabas na pražské konzervatoři a již v roce 1921 se stal prvním kontrabasistou České filharmonie. V roce 1922 zaskakoval jako dirigent. Od roku 1937 působil u České filharmonie jako druhý dirigent, v roce 1942 působil krátce v brněnské opeře. V letech 1949–1950, po emigraci Rafaela Kubelíka a před příchodem Karla Ančerla, byl krátce jejím uměleckým ředitelem (do funkce nastoupil 18. května 1949).
Během svého působení v České filharmonii řídil 588 koncertů.